# Raza (film)
Pour les articles homonymes, voir Raza.
Pour plus de détails, voir Fiche technique et Distribution.
Raza (ou L'Esprit de la race dans sa version de 1950) est une production espagnole qui synthétise l'idéologie du bon Espagnol du point de vue du régime du général Franco dans les premières années d'après-guerre, à travers l'histoire de trois frères et leurs vicissitudes pendant la guerre civile. Il est sorti en 1941, réalisé par José Luis Sáenz de Heredia sur un argument de Jaime de Andrade, un pseudonyme sous lequel se cachait le général Franco lui-même.

## Description
Parrainé par le Conseil hispanique et avec une bande sonore interprétée par «les orchestres nationaux, symphoniques et philharmoniques», Raza vise à montrer « l'esprit altruiste et courageux qui serait typique de l'Espagnol et qui coïnciderait complètement avec l'idéologie nationale-catholique du régime mis en place après la guerre civile ».
Peut-être en raison de sa proximité temporelle avec la guerre civile, le film en intègre un matériel parfaitement documentaire, ainsi qu'un décor soigné en termes d'uniformes républicains, d'affiches et de symboles, chose peu courante dans les films réalisés sous Franco.

## Synopsis
Le film commence en 1898, quand éclate la guerre de 1898 et se poursuit durant la guerre civile espagnole.
Le film raconte l'histoire de quatre frères, Isabel, Pedro, José et Jaime, fils du capitaine de la marine espagnole Pedro Churruca et descendants de Cosme Damián Churruca, « le marin le plus sage et le plus courageux de son temps ». Le père de Churruca, imitant son illustre ancêtre, meurt au début du film à Cuba, qui est toujours une colonie espagnole, lors d'une mission suicide contre la marine américaine. Sa mort est le produit de la franc-maçonnerie qui domine la politique espagnole et qui a abandonné l'île et les militaires espagnols qui la défendent à leur sort. Avant de partir pour le martyre, cependant, Don Pedro a fait de son mieux pour transmettre à ses enfants l'esprit inhérent au nom de famille Churruca, qui est l'esprit des Almogavres : « guerriers choisis, les plus représentatifs de la race espagnole: fermes dans la combat, agiles et déterminés à manœuvrer ».

## Fiche technique
Sauf indication contraire, les informations mentionnées dans cette section peuvent être confirmées par la base de données cinématographiques IMDb,  présente dans la section « Liens externes ».
- Titre : Raza
- Réalisation : José Luis Sáenz de Heredia
- Scénario : José Luis Sáenz de Heredia, Antonio Román, sur un sujet écrit par Francisco Franco (sous le pseudo de Jaime de Andrade)
- Musique : Manuel Parada
- Photographie : Heinrich Gärtner (sous le pseudo d'Enrique Guerner)
- Montage : Eduardo García Maroto, Bienvenida Sanz
- Production : Cancilleria del Consejo de la Hispanidad
- Année de sortie : 1942
- Durée : 113 min
- Format d'image : Noir et blanc, 1.37 : 1

## Distribution
- Alfredo Mayo : José Churruca
- Ana Mariscal : Marisol Mendoza
- José Nieto : Pedro Churruca
- Blanca de Silos : Isabel Churruca
- Rosina Mendía : Isabel Acuña de Churruca
- Pilar Soler : espionne française
- Julio Rey de las Heras : père de Pedro Churruca
- Luis Arroyo : Jaime Churruca
- Raúl Cancio : Luis Echevarría
- Manuel Arbó : Señor Echevarría
- Juan Calvo : El Campesino
- Vicente Soler : Dr Vera
- Fernando Fresno : padre Palomeque
- Antonio Armet : général Vicente Rojo
- Pablo Álvarez Rubio : commandant français
- Fulgencio Nogueras : amiral Cervera
- Domingo Rivas : colonel ingénieur
- Manuel Soto : amiral de la base
- Pablo Hidalgo : Don Luis
- Ignacio Mateo : colonel Pardo
- Antonio Zaballos : curé
- Santiago Rivero : capitaine ingénieur
- Luis Latorre : Dr Gómez Ulloa
- Horacio Socías : père prieur
- Erasmo Pascual : milicien #1
- Joaquín Regúlez : volontaire
- Raza Zarnad : volontaire

## Inspiration du film
- Jaime de Andrade, Raza: anecdotario para el guión de una pelicula, Barcelona, éd. Planeta, 1997  (ISBN 84-08-02124-9).